# No Reason to Cry
| 전문가 평가              | 전문가 평가 |
| 평가 점수                | 평가 점수   |
| 출처                     | 점수        |
| ------------------------ | ----------- |
| AllMusic                 | [ 1 ]       |
| Christgau's Record Guide | B–          |

《No Reason to Cry》는 1976년 8월 27일, RSO 레코드가 발매한 에릭 클랩튼의 네 번째 스튜디오 음반이다. 이 음반은 1975년 12월부터 1976년 5월까지 말리부와 로스앤젤레스에서 녹음되었고, 영국에서 실버를 인증했다.

## 녹음
이 음반은 1976년 3월, 더 밴드의 샹그릴라 스튜디오에서 녹음되었고, 더 밴드의 다섯 멤버 모두의 참여가 포함되었고, 릭 단코는 클랩튼과 공동 작곡한 〈All Our Past Times〉에서 클랩튼과 보컬을 공유했다. 이 음반에는 밥 딜런과의 듀엣곡인 〈Sign Language〉도 포함되어 있다. 밥 딜런의 박스 세트인 《The Bootleg Series Volumes 1–3 (Rare & Unreleased) 1961–1991》에 실린 책자는 이 음반에 대한 그의 관여를 묘사하고 있다. "딜런은 정원 아래 텐트에서 살면서 들렀고, 그냥 놀고 있었다. 그는 무슨 일이 일어나고 있는지 보기 위해 스튜디오로 몰래 들어가곤 했다. 딜런은 자신의 신곡 〈Seven Days〉를 클랩튼에게 제안했다. 클랩튼이 전했으나 로니 우드가 그를 영입해 세 번째 솔로 음반 《Gimme Some Neck》에 발표했다." 〈Innocent Times〉는 마시 레비가 부른 곡으로, 그는 〈Hungry〉에서 클랩튼과도 보컬을 공유했다.

## 차트 퍼포먼스
《No Reason to Cry》는 클랩튼이 1970년대부터 가장 성공한 국제 음반 중 하나이다. 발매는 7개의 전국 뮤직 음반 차트에서 톱30에 올라 영국(8위권)과 스튜디오 발매가 9위에 오른 네덜란드에서도 톱10에 진입했다. 이 음반은 영국에서 플래티넘 인증을 받았다. 노르웨이와 미국에서는 13위, 15위를 기록했다. 뉴질랜드와 스웨덴에서는 1976년 음반이 18위와 24위에 올랐다.

## 곡 목록
모든 곡들은 특별한 언급이 없는 한 에릭 클랩튼에 의해 작사/작곡하였다.
| #   | 제목                   | 작사·작곡              | 재생 시간 |
| --- | ---------------------- | ---------------------- | --------- |
| 1.  | 〈Beautiful Thing〉    | 릭 단코, 리처드 마누엘 | 4:26      |
| 2.  | 〈Carnival〉           |                        | 3:44      |
| 3.  | 〈Sign Language〉      | 밥 딜런                | 2:58      |
| 4.  | 〈County Jail Blues〉  | 알프레드 필즈          | 4:00      |
| 5.  | 〈All Our Past Times〉 | 클랩튼, 단코           | 4:40      |
| 6.  | 〈Hello Old Friend〉   |                        | 3:36      |
| 7.  | 〈Double Trouble〉     | 오티스 러시            | 4:23      |
| 8.  | 〈Innocent Times〉     | 클랩튼, 마시 레비      | 4:11      |
| 9.  | 〈Hungry〉             | 레비, 디키 심스        | 4:39      |
| 10. | 〈Black Summer Rain〉  |                        | 4:55      |

## 인증
| 국가                       | 인증 | 판매량/출하량 |
| -------------------------- | ---- | ------------- |
| 오스트레일리아 (ARIA)      | 골드 | 20,000^       |
| 일본                       | —    | 35,000        |
| 영국 (BPI)                 | 실버 | 60,000^       |
| 미국                       | —    | 350,000       |
| ^출하량을 기반으로 한 인증 |      |               |